# جوليفر ماكغراث
جوليفر ماكغراث (بالإنجليزية: Gulliver McGrath)‏ هو ممثل أسترالي، ولد في 15 أغسطس 1998 في أستراليا.

## أعمال

### أفلام
- (2012) الظلال الداكنة[4][5]
- (2012) لينكون[6]

## وصلات خارجية
- جوليفر ماكغراث على موقع IMDb (الإنجليزية)
- جوليفر ماكغراث على موقع قاعدة بيانات الفيلم (الإنجليزية)